# Wolli Creek Regional Park
Wolli Creek Regional Park är en park i Australien. Den ligger i delstaten New South Wales, i den sydöstra delen av landet, omkring 11 kilometer sydväst om delstatshuvudstaden Sydney.
Runt Wolli Creek Regional Park är det mycket tätbefolkat, med 3 895 invånare per kvadratkilometer.. Närmaste större samhälle är Sydney, omkring 11 kilometer nordost om Wolli Creek Regional Park. 
Runt Wolli Creek Regional Park är det i huvudsak tätbebyggt. Genomsnittlig årsnederbörd är 1 380 millimeter. Den regnigaste månaden är februari, med i genomsnitt 200 mm nederbörd, och den torraste är juli, med 36 mm nederbörd.